# Morvay Gyula
Morvay Gyula (Tardoskedd, 1905. október 2. – Pécs, 1998. február 21.) tanár, költő, író, műfordító, gyűjtő.

## Élete
Az első Csehszlovák Köztársaság egyik közismert magyar prózaírója tizenhatgyermekes földműves családból származott. Elemi iskolába szülőfalujában, középiskolába Kolozsvárott, Érsekújvárott és Budapesten járt. Az érettségi után Prágában katonáskodott, majd 1928-ban tanítói oklevelet szerzett. 1929-től Pereden, 1935-től pedig Rimaszombatban volt tanító. Az első bécsi döntés után Abonyban tanított, 1947-től Nagykanizsára került középiskolai tanárnak. 1985-től haláláig Pécsett élt.
Sellyei Józseffel együtt Morvay képviselte a csehszlovákiai magyar irodalomban a radikális népies baloldali irányt. Rendkívül termékeny író volt, számos csehszlovákiai magyar újság és folyóirat közölte írásait. A csehszlovákiai lapokon kívül, a budapesti 100%, a kolozsvári Korunk, a moszkvai Új Hang közölte prózai műveit, Fábry Zoltánnak Az Út című kommunista szellemű lapjába nagyrészt álnéven írt. A második világháború után főként dunántúli lapokba írt.
Aktív tagja volt a Sarló mozgalomnak. Később eltávolodott a lírától és epikussá vált. A Magyar Írószövetség tagja volt.

## Elismerései és emléke
- 1985 Az Elnöki Tanács - Munka Érdemrend arany fokozata

## Művei
- 1929 Nyomtatás Tardoskedden. NÉ 1929, 51-53.
- 1930 Forróra fülledt a talaj. Pozsony (verseskötet)
- 1932 Magamig ért a sor. Érsekújvár (verseskötet)
- 1935 Új holnap felé. 40 vers
- 1936 Emberek a majorban. Pozsony (regény)
- 1941 Falu a havasok alatt. Budapest (regény)
- 1944 A nagy út. Budapest (regény)
- 1944 Valami készül. Pécs (kisregény)
- 1948 Fekete föld. Budapest (regény, 1951 csehül)
- 1992 Az öreg kőfejtő. Pécs